# 神谷真士
神谷 真士（かみや まさと）は日本の俳優、テノール歌手である。

## 概要
東京都出身。慶應義塾大学経済学部卒業。劇団若草、劇団「夢」、RADA、東京メトロポリタンオペラ財団などを経て、現在は株式会社フラッシュアップ所属。

## 受賞歴
- 第5回　日光国際声楽コンクール入選
- 第18回「長江杯」国際音楽コンクール声楽部門第三位
- 第34回「アジア国際音楽コンサート」審査員特別賞
- 第16回「万里の長城杯」国際音楽コンクール声楽部門奨励賞

## 出演歴

### 映画
- 「HiGH&LOW THE MOVIE 2」（2017年）
- 「シン・ゴジラ」内閣府政策統括官付参事官付企画官役（2016年　東宝）
- 「ソラニン」（2010年　Asmic Ace）
- 「少年メリケンサック」（2009年　東映）

### ドラマ
- EX「仮面ライダービルド」歌手役（2018年）
- CX「HOPE」資源二課社員役（2016年）
- CX「ゴーストライター」司会者役（2015年）
- THK「ほっとけない魔女たち」弟役（2014年）
- NTV「花咲舞が黙ってない」エリート行員役（2014年）
- BSフジ「解決！トクムラケンタの顧客簿」第3話ゲスト主演　部下役（2013年）
- CX「PRICELESS」サラリーマン役（2012年）
- NHK「もう一度キス」バー店員役（2001年）
- TBS「ママまっしぐら！」警察官役（2000年）
- TBS「まかせてダーリン」居酒屋店員役（1998年）
- ANB「君の手がささやいている」聾学校生徒役（1998年）
- CX「ショムニ」満帆商事社員役（1998年）
- TBS「輝きを忘れない」実業団ランナー役（1997年）
- CX「ひとつ屋根の下2」大学テニスサークル幹部役（1997年）
- CX「白線流し〜十九の春〜」大学生役（1997年）

### PV
- flumpool「解放区」囲碁棋士役（2016年）
- 大久保海太「パンチ」（1999年）

### CM
- CygamesコーポレートCM「世界は、もっとおもしろくできる。」篇　サラリーマン役（2016年）
- SUPERCELL「クラッシュオブクラン」居眠りサラリーマン役（2015年）
- QVC　(2015年)
- kowa「コルゲン」サラリーマン役　(2015年)
- ジュエリーピコ「大切な瞬間」彼氏役　(2014年)
- 共立メンテナンス　社会人役　(2014年)
- ハウス食品「ウコンの力」(2014年)
- トリドール「丸亀製麺」(2014年)

- 大正製薬「ゼナ」部下役（2011年）
- 講談社（1997年）

### 情報・バラエティ
- NTV「ザ！世界仰天ニュース」眼科医役（2020年）
- NHK「クローズアップ現代プラス」 (2018年)
- NHK「ファミリーヒストリー」 (2017年)
- NTV「ザ！世界仰天ニュース」面接官役（2014年）
- NTV「ザ！世界仰天ニュース」仰天チェンジ笠井さん編　夫役（2013年）
- NHK「ドラクロワ」 (2012年)
- CX「ココリコミラクルタイプ」（1999年）
- TBS「痛快！スパスパ人間学」白血球・赤血球役（1998年）
- CX「ぼくらはみんな生きている」（1997年）

### オペラ
- アーリドラーテ歌劇団「マクベス」（2019年）
- 東京メトロポリタンオペラ財団公演　喜歌劇「こうもり」アイゼンシュタイン役（2019年）
- ANCORA公演「ファンタジック・ホラー・ホフマン（ホフマン物語）」アンドルス・コシュニーユ・フランツ・ピティキナッチョ役（2019年）
- アーリドラーテ歌劇団「ナブッコ」アブダッロ役（2018年）
- 東京メトロポリタンオペラ財団スターファーム公演　新歌劇「リメイク版 椿姫」ルッジェーロ役（2018年）
- 藤原歌劇団「ラ・チェネレントラ」（2018年）
- 文化庁巡回公演　藤原歌劇団「助けて！助けて！宇宙人がやってきた！」アナウンサー役（2018年）
- 東京メトロポリタンオペラ財団スターファーム公演　新歌劇「メイキング・カルメン」ジョルジュ役（2017年）
- 東京二期会「ばらの騎士」（2017年）
- 藤原歌劇団「カルメン」（2017年）
- びわ湖ホール・日生劇場・藤原歌劇団他「ドン・パスクワーレ」執事役（2016年）
- 藤原歌劇団「愛の妙薬」（2016年）
- 東京二期会「イル・トロヴァトーレ」（2016年）
- 新国立劇場「マノン・レスコー」音楽家役（2015年）
- ODK「泥棒とオールドミス」ボブ役（2014年）
- 新国立劇場「ドン・ジョヴァンニ」（2014年）
- 新国立劇場「カヴァレリア・ルスティカーナ」「道化師」（2014年）
- 新国立劇場「ヴォツェック」（2014年）
- 東京二期会「ドン・カルロ」（2014年）
- 音楽工房「トゥーランドット」（2013年）
- 東京二期会「マクベス」（2013年）
- 新国立劇場「アイーダ」（2013年）
- ウィーン国立歌劇場　小学生のためのオペラ「魔笛」キリン役（2012年）
- J's Project 「ラ・ボエーム」（2012年）
- 音楽工房「ナブッコ」（2012年）
- 東京室内歌劇場「天国と地獄」マルス役（2012・2013年）
- 東京二期会「ナブッコ」（2012年）
- 東京二期会「ドン・ジョヴァンニ」ドン・ジョヴァンニダブル役（2011年）
- 新国立劇場「サロメ」シリア人役（2011年）
- 東京室内歌劇場「魔笛」僧侶役（2011年）
- 東京室内歌劇場「ゲノフェーファ」コンラート役（2011年）
- 「外套」ルイージ役（2011年）
- 東京室内歌劇場「不思議の国のアリス」トランプ兵他（2009年）
- 東京室内歌劇場「往きと復り」「妻と帽子を間違えた男」研修医役（2009年）
- 「カヴァレリア・ルスティカーナ」トゥリッドゥ役（2009年）
- 「ジャン二・スキッキ」公証人役（2009年）
- 二期会ニューウェーブ「ウリッセの帰還」善意と悪意役（2009年）
- びわ湖・神奈川県民ホール・新日本フィル「ばらの騎士」レオポルト役（2008年）

### ミュージカル
- アイバンク啓発ミュージカル「小さな貴婦人」執事グレゴリ役 (2019・2021年)
- 劇団BDP・児童劇団「大きな夢」公演「しあわせの青い鳥」父役・祖父役　(2013年～2019年)
- 児童劇団「大きな夢」25周年公演「緑の村の物語」トーマス役（2018年）
- わかさ生活ミュージカル「パパからもらった宝もの」井上遼役（2011〜2015年）江藤純役（2016年～2018年）
- ミュージカル「トラップ一家物語」大佐役（2017年）
- ミュージカル「オズの魔法使い」ブリキ役（2017年）
- 足利工業高校創立100周年記念ミュージカル「旅立ち～近藤徳太郎物語～」タイトルロール（2015年）
- 本八幡・三島長泉・浦安　子どもミュージカル「あたたかい心」ハッピー提督役（2013・2016年）
- 劇団BDP「ハムレット・レポート」劇中劇の国王役（2013年）
- 演奏会形式ミュージカル「レ・ミゼラブル」アンジョルラス役（2009年）
- 国連クラシックライブ協会「白雪姫」王子役（2008年）
- 劇団「夢」ミュージカル「クリスマスプレゼント〜新米サンタが行く〜」特別出演　先生役（2006年）
- 骨髄移植推進キャンペーンミュージカル「プレゼント〜愛と勇気の贈り物〜」キャンサー役（2006年）
- 劇団若草「決定版　十一ぴきのネコ」にゃん十役（2006年）

### 舞台
- 浅草オペラ「私の夜の夢」（2014年）
- 「Vitamin Z」ひらがな組役（2012年）
- 「Shadows〈夏の夜の夢〉に遊ぶ人びと」オーリス役（2010年）
- 劇団若草「スタートライン」主演　直人役（2008年）
- 劇団若草「僕の東京日記」ピータン役（2007年）
- forefront「DEAR〜傷つくもの達…。」主演　川原聡司役（2006年）

### バレエ
- 東京バレエ団「ボレロ」（2019年）
- モーリス・ベジャール・バレエ団「ボレロ」（2017年）
- 東京バレエ団「ラ・バヤデール」（2015年・2017年）
- 東京バレエ団「ザ・カブキ」（2013年）

### コンサート
- R's labo 「Revival」演奏会形式「レ・ミゼラブル」マリウス役（2021年）
- Disney・SQUARE ENIX「KINGDOM HEARTS Orchestra -World of Tres-」（2019年）
- Disney「ナイトメアー・ビフォア・クリスマス」（2019年）
- シネマオーケストラ「ホーム・アローン in コンサート」（2018年)
- オペラ「道化師」ハイライト（2018年）
- バルカン管弦楽団「第九」（2018年）
- iのまち稲城「楽しく第九を歌う合唱団2018演奏会」（2018年）
- Disney　実写版映画「美女と野獣」ライブ・オーケストラ（2017年）
- Disney・SQUARE ENIX「KINGDOM HEARTS Orchestra -World Tour-」（2017年）
- Disney in コンサート「ナイトメアー・ビフォア・クリスマス」（2015年）
- Disney in コンサート「アリス・イン・ワンダーランド」（2015年）
- Bunkamura25周年記念「カルミナ・ブラーナ」他（2014年）
- 東京バレエ団・モーリスベジャールバレエ団共同制作「第九交響曲」（2014年）
- ティム・バートンの映画音楽とのコラボレーションコンサート（2014年）
- ザ・ローリング・ストーンズ　１４オン・ファイアー　ジャパン・ツアー（2014年）
- 泉地区音楽祭（2013年）
- 麻衣　六本木ヒルズクリスマスコンサート（2012年）

### 演出等
- 音楽劇「地球図鑑」ステージング（2021年）
- 朗読劇「父と暮らせば」演出（2020年）
- 劇団DREAM「だんごとるなら」「ビアンカ」「卵売りと手品師」演出（2019年）
- 劇団DREAM「決定版　十一ぴきのネコ」演出（2018年）
- 劇団若草「僕の東京日記」舞台監督（2007年）
- 劇団若草「海の勇者」「ひばりの子供たち」演出助手（2006年）

### 指導
- 演劇倶楽部OHANA（2021年～）
- 東京都港区立港小学校　歌花隊（2018年）
- 戸田児童ミュージカル・劇団DREAM（2017年～)
- 戸田未来コーラス・戸田児童合唱団（2015年～2016年）

| スタブアイコン | サブスタブ | この項目は、まだ閲覧者の調べものの参照としては役立たない、歌手に関連した書きかけの項目です。この項目を加筆・訂正などしてくださる協力者を求めています（P:音楽/PJ:芸能人）。 |

| スタブアイコン | サブスタブ | この項目は、まだ閲覧者の調べものの参照としては役立たない、俳優（男優・女優）に関連した書きかけの項目です。この項目を加筆・訂正などしてくださる協力者を求めています（P:映画/PJ芸能人）。 |